# Regiment Infanterie Chassé

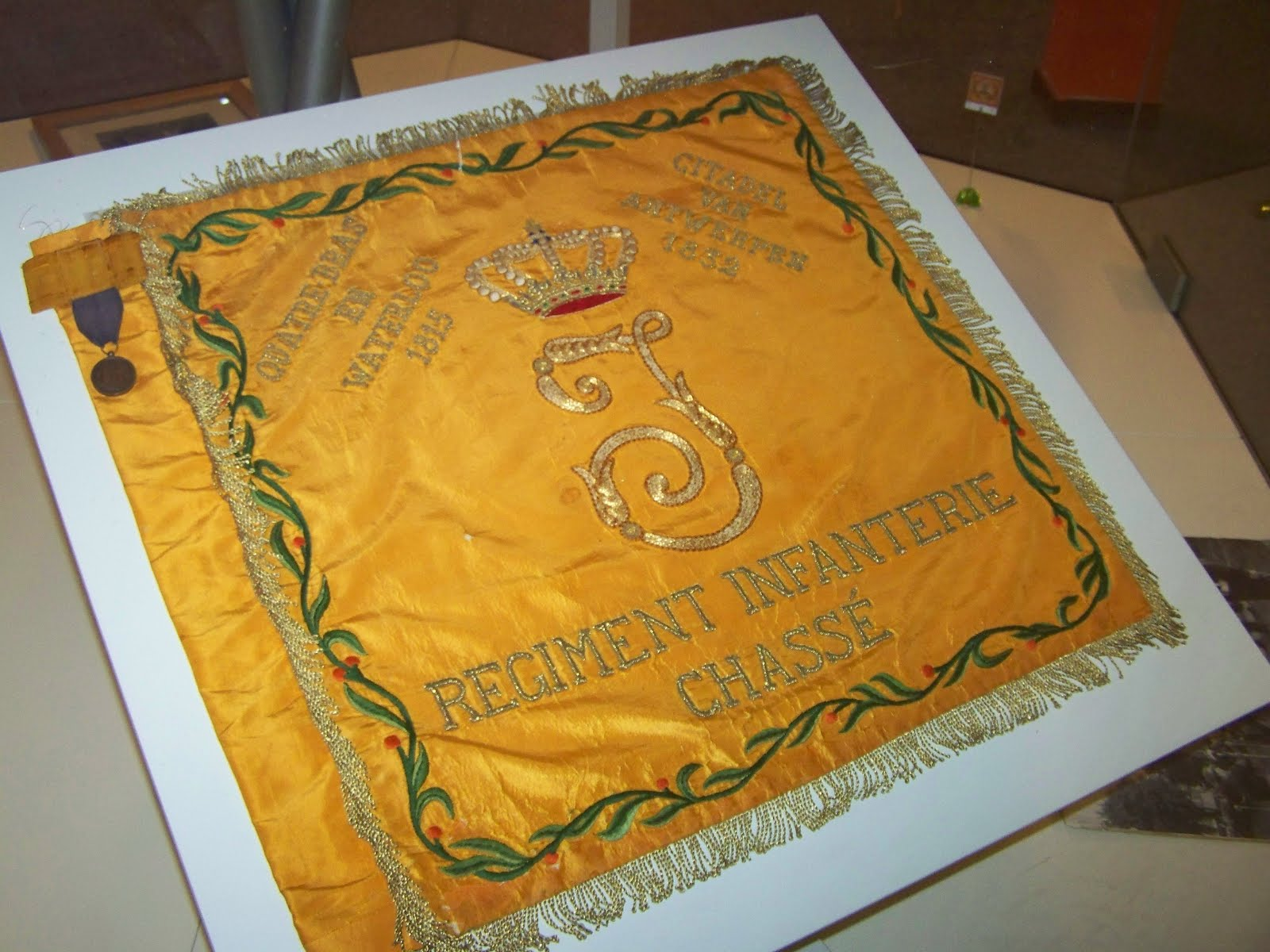
Vaandel

Het Regiment Infanterie Chassé was een Nederlands infanterie regiment dat de tradities voortzette van het 7e Regiment Infanterie uit Harderwijk en (vanaf 1953) van het 10e Regiment Infanterie uit Ede, en van het 1e t/m 4e regiment Pantserdoelartillerie.
Het werd opgericht op 1 juli 1950 als Regiment Zware Infanterie Chassé en zette ook de tradities van de antitankeenheden voort. Al in 1953 wordt het hernoemd in Regiment Infanterie Chassé (RIC).
Het regiment is genoemd naar generaal David Hendrik Chassé (CMWO) (1765 – 1849), die vooral bekendheid geniet als de verdediger van de citadel van Antwerpen.
In het kader van de aanstaande mechanisering werd de naam van de parate infanteriebataljons (Infbat) op 1 november 1960 gewijzigd in Pantserinfanteriebataljon (Painfbat).

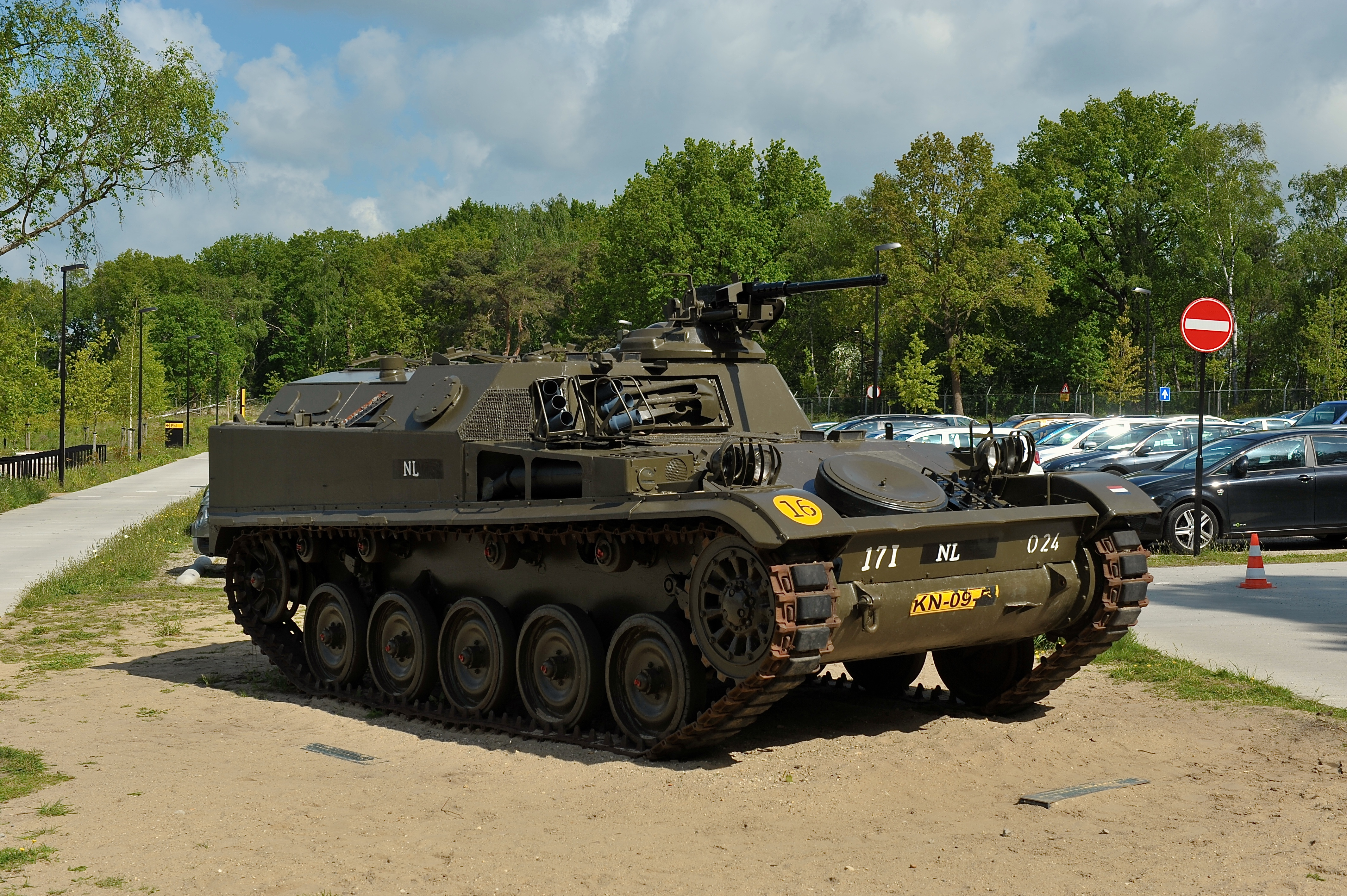
AMX-PRI

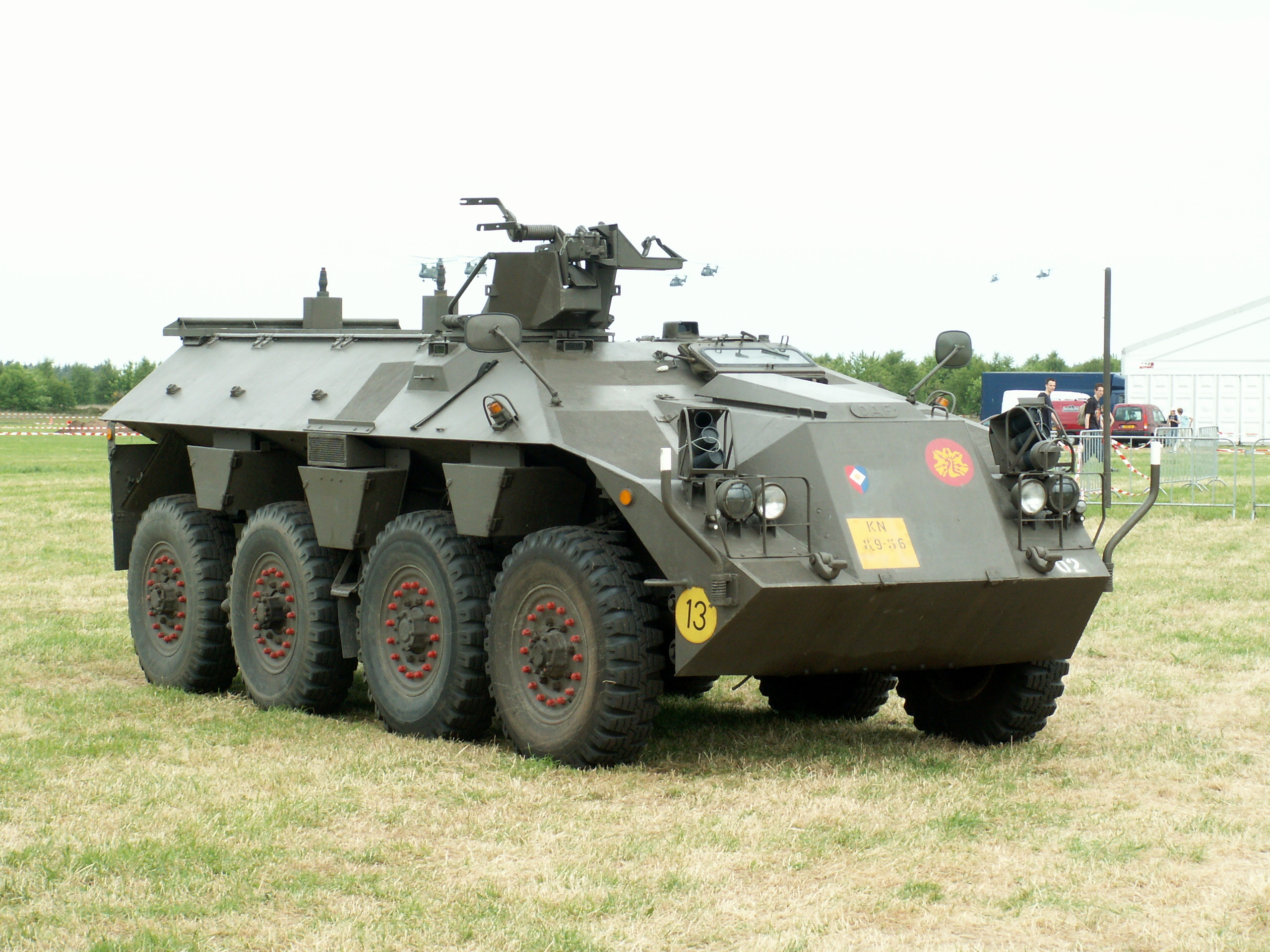
DAF YP-408

Het parate 17 Painfbat Chassé was vanaf 1963 uitgerust met de AMX-PRI, die in 1978 werd vervangen door de YPR-765. 17 Painfbat in Oirschot behoorde tot 1984 tot het Regiment Chassé. In 1984 werd het bataljon ondergebracht bij het Regiment Limburgse Jagers, en op 10 juli 1992 bij het Garderegiment Fuseliers 'Prinses Irene'.
Het parate 43 Painfbat Chassé was vanaf 1966 uitgerust met de DAF YP-408, die in 1988 werd vervangen door de YPR-765.
Ook enkele mobilisabele eenheden behoorden tot het Regiment Infanterie Chassé, omdat ze gevuld werden met personeel dat de parate diensttijd had doorgebracht bij een van de parate bataljons van het regiment: 132 Infbat (van 101 Infbrig van 1 LK), 311 Infbat (van 302 Infbrig van het NTC) en 325 Infbat (van 304 Infbrig van het NTC)
In 1994 wordt het Regiment Infanterie Chassé opgeheven. Het laatste bataljon van dit regiment was 43 Painfbat RIC, gelegerd in de Johan Willem Frisokazerne te Assen dat in 1994 werd opgeheven. Dit bataljon speelde vanuit Nederland een ondersteunende rol gedurende de inzet in de Libanonoperatie van 1979-1985.
De formele opheffing van het regiment gebeurde bij Koninklijk besluit van 29 juli 1994. De traditie werd te ruste gelegd. De Bevelhebber der Landstrijdkrachten, Luitenant-generaal H.A. Couzy, nam het vaandel in en droeg het over aan het Infanterie Museum in Harskamp, waar het werd opgelegd.